# هیلتون گرند وکیشن
هیلتون گرند وکیشن (انگلیسی: Hilton Grand Vacations) شرکت گردشگری آمریکایی است، که در سال ۱۹۹۲ توسط شرکت هیلتون ورلدواید تأسیس شد.